# 오기와라 치하루
오기와라 치하루(荻原千春, 1957년 2월 13일 ~ 2024년 6월 20일)는 일본의 권투 선수이다. 1984년 하계 올림픽 남자 라이트 미들급 경기에 출전했다. 오기와라는 2024년 6월 20일 사이타마현에서 67세의 나이로 사망했다.